# Měšťanský dům čp. 9 (Fryštát)
Měšťanský dům čp. 9 je rohový dům na Masarykově náměstí v místní části Fryštát v katastrálním území Karviná-město. Patří mezi nejstarší zachovalé domy kolem náměstí, je sídlem knihovny a kulturní památkou České republiky.

## Historie
Měšťanský dům byl barokně přestavěn na konci 18. nebo na začátku 19. století. Jádro domu tvoří dochované renesanční sklepy z počátku 17. století a nízký mázhaus. K domu byla v roce 1908 přistavěna kůlna podle projektu Franze Czempiela a v roce 1918 další. V roce 1951 došlo k demolici jedné z budov pro její špatný technický stav. Při rekonstrukci domu v roce 1971 podle projektu Ing. Bednářové byla opravena fasáda, okna, dveře a položena tašková krytina.
Po ukončení první světové války sloužil dům jako ordinace a bydle zde správce zámku.

## Popis

### Exteriér
Měšťanský dům – knihovna je rohový zděný omítaný patrový dům postavený na půdorysu obdélníku s valbovou střechou krytou taškami. Na hlavní budovu navazují další hospodářské budovy, které splynuly s okolní zástavbou Je orientovaná čtyřosým štítovým průčelím do náměstí. Okapová strana má sedm okenních os a obdélný vchod v první ose v přízemí. Štítové průčelí je členěno pásovou bosáží a pilastry s římsovými hlavicemi, které nesou profilovanou korunní římsu. Římsa nese lichoběžníkový štít se dvěma okny. Původní kastlová okna byla nahrazena zdvojenými dvoukřídlými dřevěnými okny. Vstup má prosklený nadsvětlík a pravoúhlé novodobé dvoukřídlé dveře.

### Interiér
Mázhaus je zaklenut křížovou hřebínkovou klenbou s lunetami, která je stavebními úpravami narušena. Na konci mázhausu je schodiště zaklenuto plackou, nad schody je valená klenba. Vedle mázhausu je velká místnost s dvěma obdélnými poli křížové klenby. V patře jsou trámové stropy. Sklepy s kamennou dlažbou mají valenou klenbu a samostatné schodiště.